# Sebastian Piersig
Sebastian Piersig (Spremberg, 28 de mayo de 1984) es un deportista alemán que compitió en piragüismo en la modalidad de eslalon. Ganó una medalla de plata en el Campeonato Mundial de Piragüismo en Eslalon de 2006, en la prueba de C2 por equipos, y dos medallas de oro en el Campeonato Europeo de Piragüismo en Eslalon, en los años 2006 y 2007.

## Palmarés internacional
| Campeonato Mundial | Campeonato Mundial               | Campeonato Mundial | Campeonato Mundial |
| Año                | Lugar                            | Medalla            | Competición        |
| ------------------ | -------------------------------- | ------------------ | ------------------ |
| 2006               | Praga (República Checa)          | Medalla de plata   | C2 por equipos     |
| Campeonato Europeo |                                  |                    |                    |
| Año                | Lugar                            | Medalla            | Competición        |
| 2006               | L'Argentière-la-Bessée (Francia) | Medalla de oro     | C2 por equipos     |
| 2007               | Liptovský Mikuláš (Eslovaquia)   | Medalla de oro     | C2 por equipos     |